# Спенсер Джонсон
Спенсер Джонсон  (англ. Patrick Spencer Johnson, 24 листопада 1938 - 3 липня 2017)  – американський лікар, консультант, лектор Гарвардської бізнес-школи, автор серії дитячих книг «Value Tales», а також мотиваційної роботи «Who Moved My Cheese?» - «Хто взяв мій сир?» (1998), що увійшла до списку бестселерів «New York Times» і до числа хітів документальної прози за версією «Publishers Weekly». Допоміг зрозуміти мільйонам читачам, як насолоджуватися кращим життям, використовуючи прості істини, що ведуть до успіху на роботі та вдома.

## Біографія
Спенсер Джонсон народився в Вотертауні, штат Південна Дакота. Закінчив середню школу Нотр-Дам в Шерман-Оуксі, штат Каліфорнія, у 1957 році. Отримав ступінь бакалавра з психології в Університеті Південної Каліфорнії в 1963 році, та ступінь доктора медицини в Королівському коледжі хірургів в Ірландії. Займався медичною практикою в Клініці Майо і Гарвардській медичній школі. Також був головою компанії «Spencer Johnson Partners».
Джонсон написав книгу «Yes» or «No»: The Guide to Better Decisions» (1992). Разом із американським письменником-менеджером Кеннетом Бланшаром видав серію книг «One Minute Manager». Остання робота Спенсера називається «Peaks And Valleys». Наразі його праці надруковано 42 мовами, у світі продано понад 40 мільйонів копій його книг. За життя діяльність Джонсона не раз привертала увагу та публікувалась в авторитетних ЗМІ, включаючи «CNN», «ABC», «NBC», «BBC», «Time», «Нью-Йорк Таймс», «USA Today», «The Wall Street Journal», «Fortune», «Business Week», «Reader's Digest», «Associated Press», «United Press International».
Спенсер Джонсон жив на Гаваях та в Нью-Гемпширі. Помер в Сан-Дієго 3 липня 2017 року у віці 78 років.

## Публікації українською
В 2018 році видавництво «Наш Формат» перекрало та опублікувало книгу Джонсона «Хто взяв мій сир?». Сир, в інтерпретації Спеснера, - це життєві цілі кожної людини: гроші, гарна робота, щаслива сім’я і т.д. Дуже часто ми не встигаємо за ласим шматочком Сиру, полишаючи себе нових можливостей. Автор вчить приймати незвідане, вдало маневруючи у лабіринті мінливих життєвих обставин задля єдиного - досягнення успіху.

## Переклад українською
- Спенсер Джонсон. Хто взяв мій сир? / пер. Олександра Асташова. — К.: Наш Формат, 2018. — 72 с. — ISBN 978-617-7552-04-7.